# ワシントン大聖堂

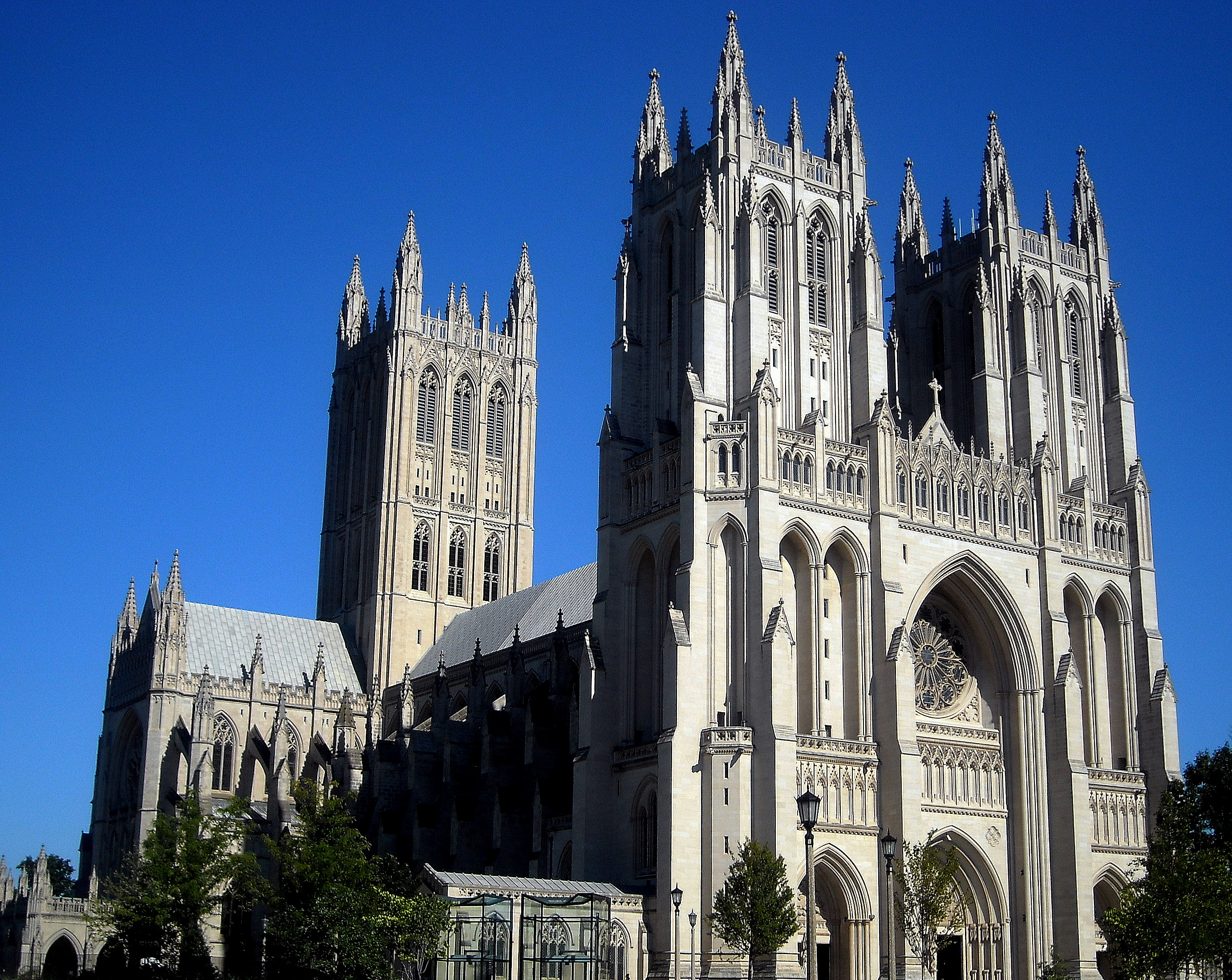
ワシントンD.C.教区の主教座聖堂であるだけでなく、米国聖公会の総裁主教もここにいる。大統領の就任時、元大統領の葬儀など国家的行事にも使用されている。

ワシントン大聖堂（ワシントンだいせいどう、英: Washington National Cathedral）は、アメリカ合衆国の首都ワシントンD.C.にあるキリスト教聖公会の教会。米国聖公会のワシントン教区の主教がいる主教座聖堂で、総裁主教のいるところでもある。正式名称はワシントン市並びに同教区における聖ペトロ聖パウロ大聖堂 (ワシントンしならびにどうきょうくにおけるせいペトロせいパウロだいせいどう、Cathedral Church of Saint Peter and Saint Paul in the City and Diocese of Washington)。

## 概要

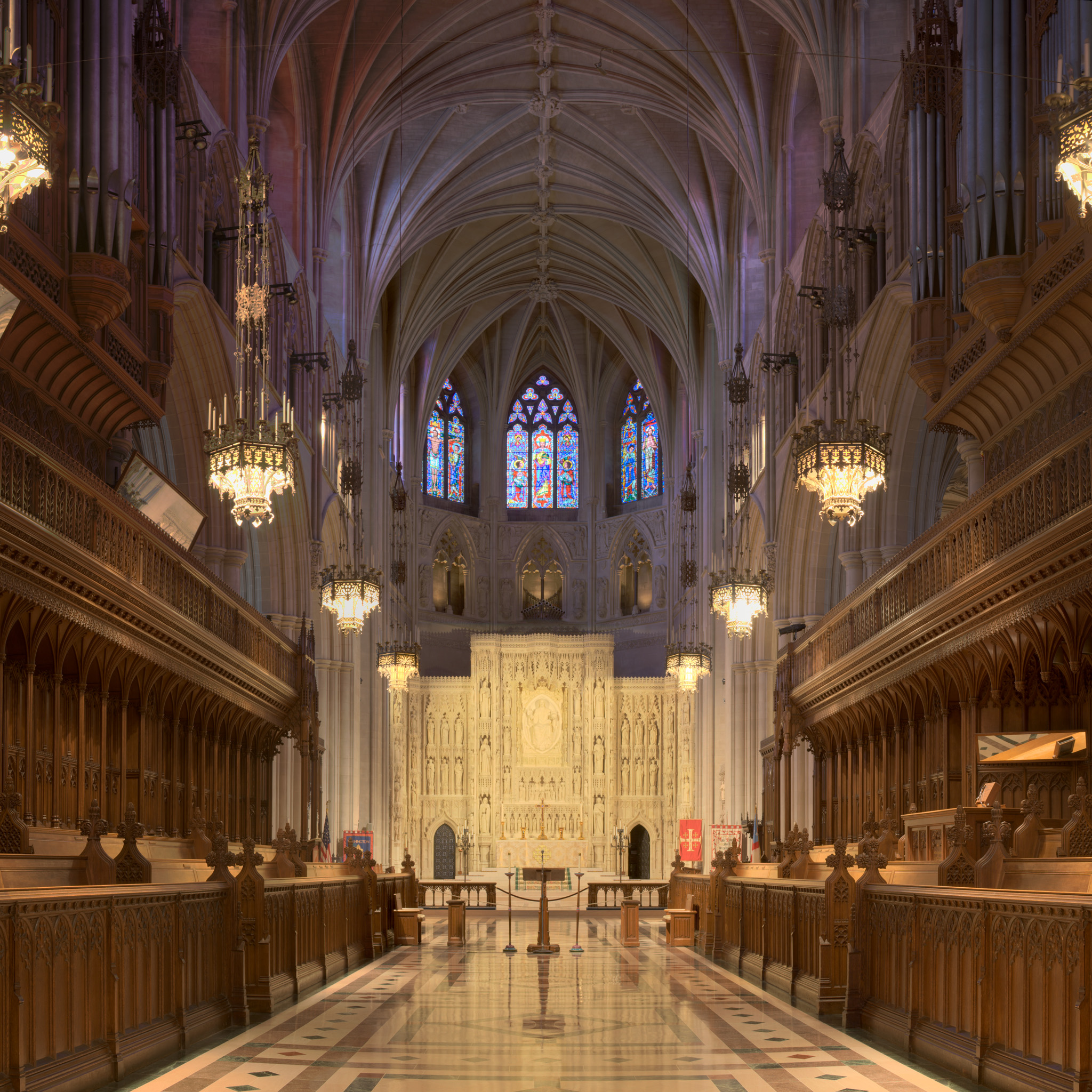
ワシントン大聖堂の内部（東側の聖所を望む）

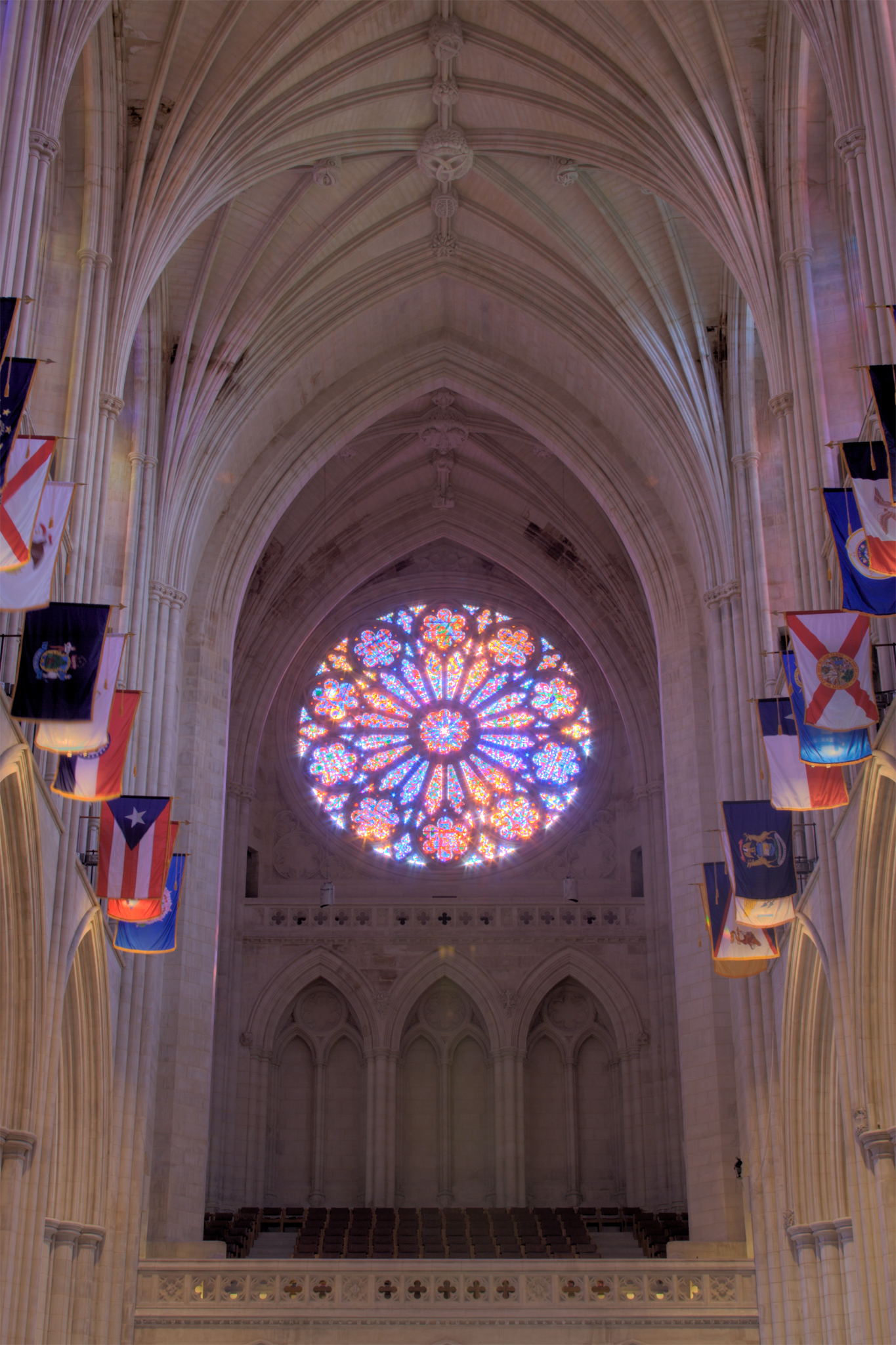
ワシントン大聖堂の内部（西側のバラ窓を見上げる）

セオドア・ルーズベルト大統領時代の1907年に建設を始め、83年の年月をかけて1990年ジョージ・H・W・ブッシュ大統領の時に完成した。ネオ・ゴシック建築で、米国ではこの分野で2番目に大きな建築物である。
さまざまな国家行事にも使われており、アイゼンハワー大統領（1969年）、レーガン大統領（2004年）、フォード大統領（2007年）、ジョージ・H・W・ブッシュ大統領（2018年）、カーター大統領（2025年）の葬儀もここで行われた。
近年では、ハイチ大地震や東日本大震災などの際に超教派の祈りの会も開かれている 。

## 補注
1. ↑  聖ピーター＝聖ペテロ、聖ポール＝聖パウロ
2. ↑  「雨ニモマケズ」ワシントン大聖堂に響く 宗派超え祈り (朝日新聞web 2011.04.14.) [リンク切れ]